# Croația la Jocurile Olimpice de vară din 2016
Croația a participat la Jocurile Olimpice de vară din 2016 de la Rio de Janeiro în perioada 5 – 21 august 2016, cu o delegație de 87 de sportivi, care a concurat în 18 sporturi. Cu un total de zece medalii, inclusiv cinci de aur, Croația s-a aflat pe locul 17 în clasamentul final.

## Participanți
Delegația croată a cuprins 87 de sportivi: 68 de bărbați și 19 de femei (rezervele la fotbal, handbal, hochei pe iarbă și scrimă nu sunt incluse). Cel mai tânăr sportiv din delegație a fost gimnasta Ana Derek (18 ani), cel mai bătrân a fost maratonista Marija Vrajić (40 de ani). 
| Sport           | Masculin | Feminin | Total |
| --------------- | -------- | ------- | ----- |
| Atletism        | 3        | 7       | 10    |
| Baschet         | 12       | 0       | 12    |
| Box             | 2        | 0       | 2     |
| Canotaj         | 3        | 0       | 3     |
| Ciclism         | 2        | 0       | 2     |
| Gimnastică      | 1        | 1       | 2     |
| Haltere         | 1        | 0       | 1     |
| Handbal         | 14       | 0       | 14    |
| Judo            | 0        | 1       | 1     |
| Lupte           | 1        | 0       | 1     |
| Natație         | 1        | 1       | 2     |
| Navigație       | 7        | 1       | 8     |
| Polo pe apă     | 13       | 0       | 13    |
| Sărituri în apă | 0        | 1       | 1     |
| Tir             | 3        | 4       | 7     |
| Taekwondo       | 1        | 2       | 3     |
| Tenis           | 3        | 1       | 4     |
| Tenis de masă   | 1        | 0       | 1     |
| Total           | 68       | 19      | 87    |

## Medalii

### Medaliați
| Medalie | Nume | Sport       | Probă                        | Dată      |
| ------- | --- | ----------- | ---------------------------- | --------- |
| Aur     | Josip Glasnović | Tir         | Trap masculin                | 8 august  |
| Aur     | Martin Sinković Valent Sinković | Canotaj     | Dublu vâsle (2×) masculin    | 11 august |
| Aur     | Sandra Perković | Atletism    | Aruncarea discului feminin   | 16 august |
| Aur     | Šime Fantela Igor Marenić | Navigație   | 470 masculin                 | 18 august |
| Aur     | Sara Kolak | Atletism    | Aruncarea suliței feminin    | 18 august |
| Argint  | Damir Martin | Canotaj     | Simplu vâsle (1×) masculin   | 13 august |
| Argint  | Tonči Stipanović | Navigație   | Laser                        | 16 august |
| Argint  | Echipa națională masculină Josip Pavić Damir Burić Antonio Petković Luka Lončar Maro Joković Luka Bukić Marko Macan Andro Bušlje Sandro Sukno Ivan Krapić Anđelo Šetka Xavier García Marko Bijač | Polo pe apă | Turneul masculin             | 20 august |
| Bronz   | Filip Hrgović | Box         | +91 kg masculin              | 19 august |
| Bronz   | Blanka Vlašić | Atletism    | Săritura în înălțime feminin | 20 august |

### Medalii după sport
| Sport       | Aur | Argint | Bronz | Total |
| Atletism    | 2   | 0      | 1     | 3     |
| Canotaj     | 1   | 1      | 0     | 2     |
| Navigație   | 1   | 1      | 0     | 2     |
| Tir         | 1   | 0      | 0     | 1     |
| Polo pe apă | 0   | 1      | 0     | 1     |
| Box         | 0   | 0      | 1     | 1     |
| Total       | 5   | 3      | 2     | 10    |

## Natație
| Sportiv         | Probă      | Calificări | Calificări | Semifinale | Semifinale | Finală        | Finală        |
| Sportiv         | Probă      | Timp       | Loc        | Timp       | Loc        | Timp          | Loc           |
| --------------- | ---------- | ---------- | ---------- | ---------- | ---------- | ------------- | ------------- |
| Matea Samardžić | 400 m mixt | 4:39,41    | 17         | N/A        | N/A        | Nu au avansat | Nu au avansat |